# Morti nel 1519
| Questa pagina contiene informazioni ricavate automaticamente dalle voci biografiche con l'ausilio del template Bio e di un bot. L'aggiornamento è periodico e automatico e ricostruisce completamente la pagina. Se manca una persona in questa lista, sei pregato di non aggiungerla, ma accertati piuttosto che la sua voce biografica contenga il template Bio e che i dati anagrafici siano correttamente compilati. Se il template Bio manca, inseriscilo tu stesso o, in alternativa, metti l'avviso {{tmp\|Bio}} che ne segnala la mancanza. Se i dati riportati sono sbagliati, correggi direttamente la voce biografica; le modifiche saranno visibili in questa lista entro pochi giorni. Per chiarimenti vedi il progetto biografie. La lista contiene solo le 66 persone che sono citate nell'enciclopedia e per le quali è stato implementato correttamente il template Bio. Pagina aggiornata al 2 giu 2025. |

## Gennaio(3)
- 12 gennaio - Massimiliano I d'Asburgo, imperatore (n. 1459)
- 14 gennaio - Wendelin Stambach, teologo tedesco (n. 1454)
- 21 gennaio - Luigi d'Aragona, cardinale italiano (n. 1474)

## Marzo(2)
- 29 marzo - Francesco II Gonzaga, nobile, condottiero e collezionista d'arte italiano (n. 1466)
- 30 marzo - Bianca di Monferrato, nobile italiana (n. 1472)

## Aprile(3)
- 13 aprile - Antonio Alberico II Malaspina, nobile italiano
- 15 aprile - Enrico di Württemberg, nobile tedesco (n. 1448)
- 28 aprile - Maddalena de La Tour d'Auvergne (n. 1498)

## Maggio(7)
- 2 maggio - Leonardo da Vinci, scienziato, inventore e artista italiano (n. 1452)
- 4 maggio - Lorenzo de' Medici, duca di Urbino, sovrano italiano (n. 1492)
- 12 maggio - Shimazu Tadataka, militare giapponese (n. 1497)
- 13 maggio - Artus Gouffier de Boisy, diplomatico francese (n. 1474)
- 28 maggio - Bernardo Bembo, umanista italiano (n. 1433)
- 28 maggio - Gaspare Sanseverino, condottiero e diplomatico italiano
- 30 maggio - Paola Gonzaga, nobile italiana (n. 1486)

## Giugno(3)
- 2 giugno - Filippo di Lussemburgo, cardinale e vescovo cattolico francese (n. 1445)
- 14 giugno - Isabella Maria d'Este, nobildonna italiana (n. 1519)
- 24 giugno - Lucrezia Borgia, nobildonna italiana (n. 1480)

## Luglio(4)
- 2 luglio - Francesco Bonsignori, pittore italiano
- 12 luglio - Toki Masafusa, militare giapponese (n. 1467)
- 25 luglio - Franceschetto Cybo, politico italiano
- 27 luglio - Zanobi Acciaiuoli, religioso, scrittore e traduttore italiano (n. 1461)

## Agosto(3)
- 11 agosto - Johann Tetzel, religioso tedesco (n. 1465)
- 20 agosto - Luigi de' Rossi, cardinale italiano (n. 1474)
- 27 agosto - Sigismondo Cantelmo, nobile e condottiero italiano

## Settembre(3)
- 8 settembre - Hōjō Sōun, militare giapponese (n. 1432)
- 9 settembre - René de Prie, cardinale e vescovo cattolico francese (n. 1451)
- 16 settembre - John Colet, teologo, umanista e presbitero inglese

## Ottobre(2)
- 2 ottobre - Sebastiano Ferrero, nobile italiano (n. 1438)
- 6 ottobre - Peter Falck, politico, diplomatico e umanista svizzero

## Novembre(2)
- 25 novembre - Antoine Bohier, arcivescovo cattolico, cardinale e abate francese
- 30 novembre - Michael Wolgemut, pittore e tipografo tedesco (n. 1434)

## Dicembre(1)
- 2 dicembre - Maddalena di Lorenzo de' Medici, nobildonna italiana (n. 1473)

## Senza giorno specificato(33)
- Piero Alamanni, politico e ambasciatore italiano (n. 1434)
- Alonso Álvarez de Pineda, esploratore e cartografo spagnolo (n. 1494)
- Fausto Andrelini, umanista italiano
- Girolamo degli Azzoni Avogaro, letterato italiano (n. 1467)
- Hans Backoffen, scultore tedesco (n. 1470)
- Albertino da Busto, religioso e educatore italiano (n. 1444)
- Benedetto Ghislandi, giurista italiano
- Alexander Bening, miniatore fiammingo (n. 1440)
- Bianca Bentivoglio, nobile (n. 1467)
- Guglielmo Caetani, II duca di Sermoneta, militare italiano (n. 1465)
- Neri di Gino Capponi, politico italiano (n. 1452)
- Bernardino Corio, storico italiano (n. 1459)
- Domenico Fancelli, scultore italiano (n. 1469)
- Juan de Flandes, pittore fiammingo
- William Grocyn, docente e educatore inglese (n. 1446)
- Dorotea di Hohenzollern, nobildonna (n. 1448)
- Ambrosius Holbein, pittore e incisore tedesco (n. 1494)
- Jan Joest, pittore tedesco
- Giuliano Mancino, scultore italiano
- Celso Mellini, umanista italiano (n. 1500)
- Vasco Núñez de Balboa, militare, esploratore e condottiero spagnolo (n. 1475)
- Nur Sultan, principessa mongola (n. 1451)
- Mansur Shah I di Pahang, sovrano malese
- Jan Polack, pittore polacco
- Qualpopoca, militare azteco
- Giacomo Scanardi, pittore italiano (n. 1450)
- Ludovico Tornabuoni, politico e militare italiano (n. 1443)
- Antonio IV Trivulzio, vescovo cattolico italiano
- Bernardino Zaganelli, pittore italiano
- Cola da Caprarola, architetto e carpentiere italiano
- Giasone del Maino, giurista italiano (n. 1435)
- Francesco del Tasso, intagliatore e scultore italiano (n. 1463)
- Luca della Robbia, umanista italiano (n. 1484)